# 霊魂論
『霊魂論』（れいこんろん、希: Περὶ Ψυχῆς、ギリシア語ラテン翻字: Perì Psychês、ギリシア語翻字: ペリ・プシュケース、羅: De Anima、ラテン翻字: デ・アニマ、英: On the Soul）とは、命、心、霊魂に関するアリストテレスの著作である。
英語では「Of Life」（生命論）と訳されることもある。日本語では今までラテン語をそのままカタカナにし『デ・アニマ』としたり、あるいは『霊魂論』『心とは何か』『魂について』等と訳されたことがある。
ギリシア語の「Περὶ 」は「～について」という意味の語で、原題「Περὶ Ψυχῆς」は直訳で「プシュケーについて」である。

## 構成
全3巻から成る。
- 第1巻 - 全5章
  - 第1章 - 序論。本書の領域。
  - 第2章 - 従来のプシュケーにまつわる諸説。
  - 第3章 - 霊魂起動説などに対する批判。
  - 第4章 - プシュケー ハルモニア説（諧調説）などに対する批判。
  - 第5章 - 前章の続き。
- 第2巻 - 全12章
  - 第1章 - プシュケーの共通定義。
  - 第2章 - プシュケーの諸性質と正しい定義。
  - 第3章 - プシュケーの諸能力。
  - 第4章 - 諸能力の研究上の順序。
  - 第5章 - 感覚についての一般的規定。
  - 第6章 - 感覚対象の種類。
  - 第7章 - 視覚と色。
  - 第8章 - 聴覚と音。
  - 第9章 - 嗅覚と臭い。
  - 第10章 - 味覚と味。
  - 第11章 - 触覚。
  - 第12章 - 諸感覚の一般的性格。
- 第3巻 - 全13章
  - 第1章 - 第六の感覚の不存在。
  - 第2章 - 共通感覚。
  - 第3章 - 思惟と感覚と表象の区別。
  - 第4章 - 受動的理性 (タブラ・ラーサ)。
  - 第5章 - 能動的理性。
  - 第6章 - 単純概念の思惟。
  - 第7章 - 可能態・現実態にある知識の関係、感覚対象と感覚能力との関係、感覚能力と欲望の関係、思考力と欲望の関係、窮極の感覚、異類の性質判別、思惟能力と表象像と欲望の関係、抽象的なものの思惟、理性とその対象の関係など。
  - 第8章 - 思惟と感覚に関する研究結果の要約。
  - 第9章 - 起動的能力についての諸問題。
  - 第10章 - 実践的理性と欲望との関係。
  - 第11章 - 下等動物を動かすもの。
  - 第12章 - 補説1。
  - 第13章 - 補説2。

## 内容
本書はアリストテレスによる自然哲学の研究の一部に属する著作であり、プシュケー（命、心、魂）について研究したものである。アリストテレスはプシュケーを生命を持つ有機的物体の現実性として扱う。ただしこのプシュケーは肉体から分離するものではなく、身体と不可分の何か、ある種の機能として考察している。アリストテレスはこのプシュケーについての研究を自然哲学において対象が厳密であること、またあらゆる生物の起動因として位置づけて、特に重要視している。

### 生き物（生命体）
プシュケーは生き物の機能として捉えることが可能であり、生物の発展の段階に応じてプシュケーも発展している。これは栄養・感覚・欲求・運動・思考などを備えており、植物は栄養と感覚能力を備えているが動物はさらに快苦を区別して快楽を追求する欲求の能力を備えている。

### 五感
感覚には触覚・味覚・嗅覚・聴覚・視覚という五つの感覚があり、それら感覚器官に共通して感じることができる対象には運動、静止、数量、形状、大きさの五つがある。それら感覚の中でも触覚はあらゆる動物に一般的に備わっている、とアリストテレスは指摘し、触覚能力が十分にあってはじめて他の能力が備わっていくものと考えていた。

### 理性
人間はさらに、感覚よりも高度な思考の能力を備えている、と論じる。理性とはプシュケーの最高の段階であるとする。

## 日本語訳
- 『アリストテレス全集 第6巻　霊魂論・自然科学小論・気息について』 山本光雄訳、岩波書店、1966年
- 『心とは何か』桑子敏雄訳、講談社学術文庫、1999年、ISBN 4061593633
- 『魂について』中畑正志訳、京都大学学術出版会<西洋古典叢書>、2001年、ISBN 4876981272
- 『新版 アリストテレス全集 7　魂について・自然学小論集・気息について』 中畑正志、坂下浩司、木原志乃訳、岩波書店、2014年